# Alaksandr Łahwiniec
Alaksandr (Aleś) Iwanawicz Łahwiniec (biał. Аляксандр (Алесь) Іванавіч Лагвінец, ros. Александр Иванович Логвинец, Aleksandr Iwanowicz Łogwiniec, ur. 14 stycznia 1972 we wsi Dworyszcza, rejon chojnicki, obwód homelski) – białoruski politolog, wykładowca i publicysta, działacz społeczny i polityczny.

## Życiorys
Dzieciństwo i wczesną młodość spędził w rodzinnej wsi. Po katastrofie w elektrowni w Czarnobylu Dworyszcza znalazła się w strefie napromieniowanej, a jej mieszkańcy zostali wysiedleni. Łahwiniec przeprowadził się do Dubrownej w obwodzie witebskim, gdzie kontynuował naukę.
W 1989 podjął studia na Wydziale Historycznym Białoruskiego Uniwersytetu Państwowego (BGU), zaś w 1992 rozpoczął studia w zakresie stosunków międzynarodowych na tej samej uczelni. Studia ukończył z wyróżnieniem w 1995. W latach 1993–1997 studiował na Francusko-Białoruskim Wydziale Nauk Politycznych i Administracyjnych Europejskiego Uniwersytetu Humanistycznego (EHU). W 1999 ukończył studia politologiczne na Uniwersytecie Roberta Schumana w Strasburgu. Od 1995 do 2000 odbył aspiranturę na Wydziale Stosunków Międzynarodowych BGU. W 2005 uzyskał dyplom ukończenia Akademii Dyplomatycznej w Warszawie. Odbył szereg staży zagranicznych, m.in. w Polsce, Francji i Wielkiej Brytanii.
W 1996 rozpoczął pracę jako wykładowca na Wydziale Stosunków Międzynarodowych BGU. Od 1999 wykładał politologię na Francusko-Białoruskim Wydziale Nauk Politycznych i Studiów Europejskich EHU. Pozostał związany z uczelnią po jej zamknięciu przez władze białoruskie i przeniesieniu do Wilna w 2005. Przez długi czas prowadził również zajęcia w Kolegium Białoruskim w Mińsku. W 2005 wykładał jako profesor wizytujący w Southwestern College w Winfield (Kansas), a w 2008 brał udział w założeniu na tej uczelni Centrum Studiów Białoruskich (ang. Center for Belarusian Studies). Zasiada w Radzie Doradczej tej placówki.
Pełnił funkcję kierownika wydziału kulturalno-oświatowego Zjednoczenia Białorusinów Świata „Ojczyzna” (biał. Zhurtawannie biełarusau swietu „Baćkauszczyna”). W 2004 zaangażował się w działalność polityczną jako kandydat w wyborach do Izby Reprezentantów Zgromadzenia Narodowego, według oficjalnych danych otrzymał ponad 10 tys. głosów. Brał udział w zbieraniu podpisów pod kandydaturą Alaksandra Milinkiewicza w wyborach prezydenckich w 2006. Następnie brał udział w zakładaniu Ruchu Społecznego „O Wolność”, a od lutego 2007 pełni funkcję doradcy Milinkiewicza do spraw polityki zagranicznej.
Poza językiem białoruskim włada także rosyjskim, francuskim, angielskim i polskim. Od czasów studenckich zajmuje się tłumaczeniami. Jako tłumacz pracował m.in. w Parlamencie Europejskim.
W 2024 roku skazany zaocznie na Białorusi na 10 lat więzienia w sprawie „analityków Swiatłany Cichanouskiej”.

## Rodzina i życie prywatne
Prawosławny. Żonaty, ma syna. Mieszka w dzielnicy Sucharawa w Mińsku. Jego pradziadek był represjonowany w okresie stalinowskim, m.in. był zesłany do Kotłasu. Jego kuzyn, Wiktar Łahwiniec w latach 90. zajmował się biznesem i wspierał Alaksandra Łukaszenkę. W 1999 został aresztowany a jego majątek został skonfiskowany. Następnie wyjechał do Moskwy.

## Nagrody
- 2007 – nagroda Fundacji Schwarzkopfa Młoda Europa dla „Młodego Europejczyka”[4].
- 2012 – Nagroda im. Lwa Sapiehy[5].

## Wybrane publikacje
- Dilemmy formirowanija oboronnoj sostawlajuszej ES, Mińsk 2001
- Mieżdu Rossijej i ES libo w Rossii ili w ES. Buduszczeje Biełarusi w kontiekstie raszyrienija ES, Sankt Petersburg 2002
- Uzajemaadnosiny transatłantycznych sajuznikau u ramkach NATO i pytannie farmirawannia abaronnaha kampanenta ES, Mińsk 2003